# Insidious: The Red Door
Insidious: The Red Door (Insidious: La puerta roja en España y La noche del demonio: La puerta roja en Hispanoamérica, inicialmente titulada Insidious: Fear the Dark) es una película estadounidense de terror sobrenatural dirigida por Patrick Wilson en su debut como director, con un guion de Scott Teems a partir de una historia del creador de la serie Leigh Whannell. Es una secuela directa de Insidious (2010) e Insidious: Chapter 2 (2013), siendo la quinta entrega de la franquicia Insidious y así como en términos cronológicos. Wilson, Ty Simpkins y Rose Byrne repiten sus papeles de las películas, con Peter Dager, Sinclair Daniel y Hiam Abbass uniéndose al elenco en papeles secundarios.
Después del lanzamiento de Insidious: The Last Key en 2018, Blumhouse Productions barajó las posibilidades de producir futuras películas de la franquicia, incluido un crossover con la serie Sinister. En octubre de 2020, el estudio anunció que Wilson dirigiría y protagonizaría la nueva película, con Teems escribiendo el guion basado en una historia escrita por Whannell. En abril de 2023, se anunció que la película cambiaba su título de Insidious: Fear the Dark a Insidious: The Red Door.
Se estrenó en cines el 7 de julio de 2023 por parte de Sony Pictures Releasing.

## Argumento
Después de los eventos de Insidious: Chapter 2, Josh y Dalton Lambert son hipnotizados para olvidar su experiencia en El Más Allá. En 2023, Josh y Renai se han divorciado y Lorraine ha fallecido recientemente. La relación de Dalton con su padre se ha vuelto tensa, por lo que este intenta arreglar las cosas entre ellos mientras le ayuda a trasladarse a la universidad, pero ambos acaban discutiendo.
En su primera clase de arte, Dalton termina haciendo un dibujo de una puerta roja (perteneciente al Más Allá). Mientras tanto, Josh comienza a ser perseguido por el espíritu de un hombre. Finalmente descubre que es su padre, Ben Burton, quien creía que abandonó a su familia cuando era joven. En la universidad, Dalton va a una fiesta de fraternidad con Chris, su compañera de cuarto, y ahí ve el fantasma de un estudiante que vomita constantemente. Tras volver a entrar accidentalmente en El Más Allá, Chris le muestra a Dalton un vídeo de YouTube de Specs y Tucker explicando cómo funciona la proyección astral, lo que le lleva a un clip de Elise Rainier hablando sobre El Más Allá.
Dalton intenta volver a proyectarse astralmente mientras Chris vigila su cuerpo. Esta es atacada por una entidad invisible y sus gritos alertan a Dalton, que regresa corriendo a su cuerpo y ve que la entidad es el demonio que lo atormentaba de niño (Lipstick-Face Demon). Después de que Chris le advirtiera que dejara de usar sus habilidades, Dalton recibe una llamada de su hermano Foster, quien le cuenta un sueño recurrente que solía tener de Josh tratando de matarlos. Esto estimula la memoria de Dalton y termina su pintura, que muestra a Josh poseído frente a la puerta roja. Un Dalton angustiado es llevado al Más Allá, justo al momento cuando Josh, poseído, los atacó en el sótano. Se enfrenta a Josh mientras este intenta matar a su yo más joven y termina transportado de regreso a la guarida del demonio rojo.
Josh comienza a investigar a su padre y descubre que realmente se suicidó mientras estaba internado en un hospital psiquiátrico. Habla con Renai, quien le revela la verdad sobre lo que le sucedió a su familia hace una década y que su padre también tenía la capacidad de proyectarse astralmente, pero creía que las cosas que veía eran el resultado de una enfermedad mental. Foster les muestra una foto de la pintura de Dalton, por lo que se dan cuenta de que está en peligro. Renai ayuda a Josh a regresar al Más Allá para rescatar a su hijo.
Con Dalton atrapado en su guarida, el demonio posee su cuerpo e intenta matar a Chris, pero se detiene cuando Josh logra encontrar y liberar a Dalton. El demonio los persigue a través de la puerta roja y Josh se queda atrás manteniéndola cerrada para que Dalton esté a salvo. A su vez, Dalton regresa a su cuerpo y pinta sobre su puerta roja con pintura negra, lo que sella la puerta real y El Más Allá de forma permanente.
Josh se encuentra con el espíritu de su padre, que lo guía de regreso al mundo de los vivos. Una vez de regreso, Josh acepta cenar con Renai y los niños, insinuando una posible reunión. Al día siguiente, cuando se dispone a irse, se encuentra con el espíritu de Elise, quien le dice que tiene un futuro brillante por delante igual que Dalton. Josh luego conduce a la universidad de Dalton, donde este le enseña una pintura de Josh cargando a un joven Dalton fuera del Más Allá.
En una escena poscréditos, la luz sobre la puerta roja, ahora sellada, comienza a parpadear.

## Reparto
- Ty Simpkins como Dalton Lambert[4]
- Patrick Wilson como Josh Lambert[4]
- Rose Byrne como Renai Lambert[5]
- Sinclair Daniel como Chris Winslow
- Hiam Abbass como Professor Armagan
- Andrew Astor como Foster Lambert
- Juliana Davies como Kali Lambert
- Steve Coulter como Carl
- Peter Dager como Nick the Dick
- Justin Sturgis como Alec Anderson
- Joseph Bishara como Lipstick-Face Demon
- David Call como Smash Face / Ben Burton
- Leigh Whannell como Specs
- Angus Sampson como Tucker
- Lin Shaye como Elise Rainier
- Kasjan Wilson como Joven Dalton / Joven Josh

## Producción

### Desarrollo
Tras el lanzamiento y el éxito de taquilla de Insidious: The Last Key, entró en desarrollo una secuela. El productor Jason Blum expresó interés en un crossover con Sinister. El 29 de octubre de 2020, se anunció que se estaba desarrollando una secuela directa de Insidious e Insidious: Chapter 2 con Patrick Wilson como director en su debut como director a partir de un guion escrito por Scott Teems basado en una historia de Leigh Whannell. Wilson y Ty Simpkins vuelven a interpretar sus papeles de las dos primeras películas.

### Rodaje
En febrero de 2022, Wilson confirmó que la búsqueda de locaciones había comenzado y que la filmación comenzaría en la primavera de ese año. La fotografía principal comenzó en agosto de 2022, con Peter Dager, Sinclair Daniel y Hiam Abbass uniéndose al elenco, y se confirmó que Rose Byrne regresaría. El 22 de agosto de 2022, Wilson reveló que la filmación había terminado.

## Lanzamiento
La película fue estrenada en los Estados Unidos el 7 de julio de 2023 por Sony Pictures Releasing.

## Recepción

### Taquilla
A 7 de septiembre de 2023, Insidious: The Red Door había recaudado $82 millones en Estados Unidos y Canadá y $105,9 millones en otros territorios, para un total mundial de $188 millones. Es, por tanto, la película con la recaudación más alta de toda la franquicia Insidious hasta la fecha.

### Crítica
La película recibió reseñas mixtas por parte de la crítica y algo más positivas por la audiencia. En el sitio web agregador de reseñas Rotten Tomatoes, la película posee una aprobación del 38% basada en 112 reseñas, con una puntuación de 5.0/10 por parte de la crítica y con un consenso que dice: «Las anteriores entregas han tenido sus momentos, pero tras Insidious: The Red Door se esconde el decepcionante desenlace de una franquicia que en su día dio miedo», mientras que por parte de la audiencia tiene una aprobación del 69% basada en más de 1000 votos, con una puntuación de 3.8/5.
La página Metacritic le ha dado a la película una puntuación de 45 sobre 100, basada en 23 reseñas, indicando "reseñas mixtas o promedio". Las audiencias encuestadas por CinemaScore le dieron a la película una "C+" en una escala de A+ a F, mientras que en el sitio IMDb los usuarios le asignaron una calificación de 5.7/10, sobre la base de 24000 votos. En la página web FilmAffinity la cinta tiene una calificación de 5.0/10, basada en 1332 votos.